# Méthodes d'irrigation traditionnelles en Iran

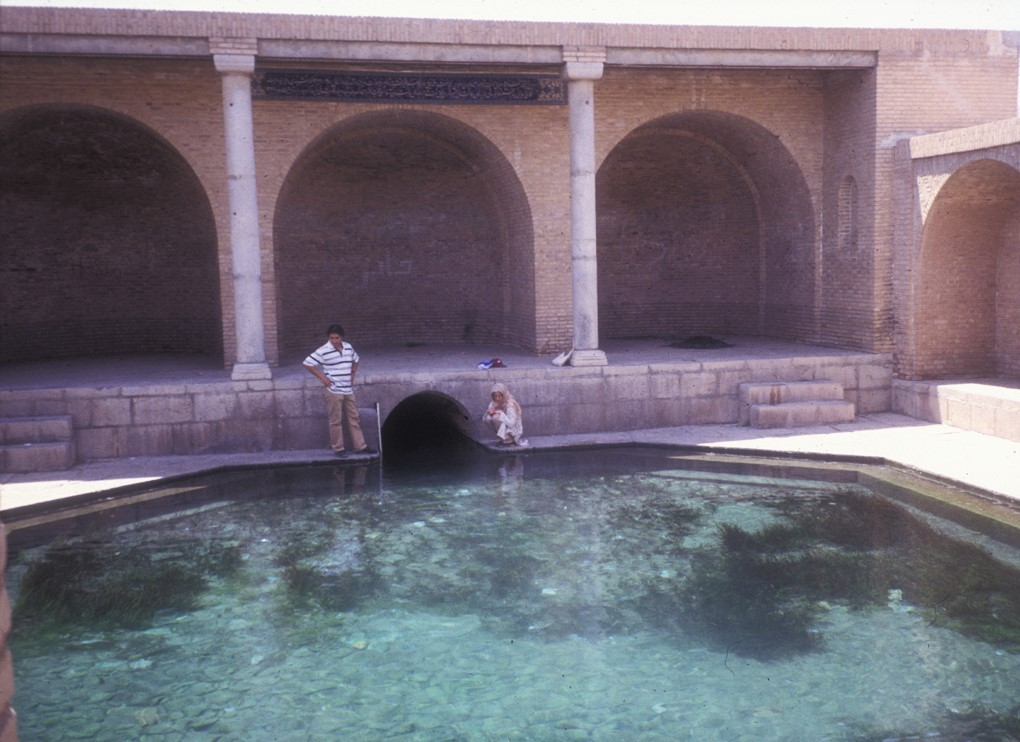
Qanat faisant surface dans le jardin de Fin. Ce qanat tire son eau d'une source qu'on croit être vieille de plusieurs milliers d'années, appelée « source de Salomon » (Cheshmeh-ye Soleiman en persan) et qui alimentait déjà Tepe Sialk.

Les méthodes traditionnelles d'irrigation persanes (abyari en persan) ont joué un rôle important dans la civilisation et l'histoire perse du fait de l'aridité du territoire de l'Iran. En effet, seul le littoral de la mer Caspienne n'est pas classifié comme aride ou semi-aride et seuls le Khorasan, l'Azerbaïdjan et le Kurdistan pratiquent une agriculture non irriguée. L'irrigation a donc toujours joué un rôle important non seulement pour développer les productions agricoles, mais aussi, pour faciliter l'installation de foyers de populations plus vastes.

## Histoire de l'irrigation en Iran
Les origines et l'évolution des premières techniques d'irrigation ne sont pas connues. D'après les découvertes archéologiques qui ont été faites, les premières traces d'irrigation systématique apparaissent en Asie du sud-ouest au VIe millénaire avant notre ère, sur les pentes des monts Zagros, territoires situés actuellement en Irak et dans le Khuzestan. À partir de cette époque et jusqu'au Ier millénaire av. J.-C., l'irrigation s'est répandue sur le plateau iranien et dans tout l'Iran. Ces procédés d'irrigation ont été encouragés par les Achéménides. Une de ces techniques d'irrigation, connue sous le nom de qanat s'est répandue à Oman et dans le sud-est de l'Arabie vers la fin de cette même période, puis, plus tard avec la conquête islamique, en Asie centrale et du Sud, en Afrique du Nord et en Espagne.
Il n'y a pas eu d'évolution technologique déterminante jusqu'à l'introduction des pompes diesel, des forages et des barrages de béton armé au milieu du XXe siècle, période à laquelle tous ces systèmes, traditionnels ou modernes, ont commencé et continuent toujours à coexister en Iran.

## Ressources et technologies
Sur un territoire actuel total d'un peu moins de 165 millions d'hectares, 16 millions sont des terres arables et 7,65 millions sont irrigués. L'eau d'irrigation provient de rivières, de sources, de puits et des qanats. Il n'existe pas de statistiques quant à la répartition de chaque source d'irrigation, mais on estime que les rivières comptent pour une moitié et les puits et qanats pour l'autre, la part venant des puits étant en augmentation.
Il y a une trentaine d'années, avant la construction de grands barrages et la mécanisation et motorisation des pompes, les qanats représentaient sûrement la moitié du total.
Le débit des rivières, sur le plateau iranien comme dans la majorité du pays, varie grandement selon la saison. Le débit du Karoun, par exemple, a des maximums enregistrés en avril de 520 000 m³/s alors que le minimum (étiage) enregistré en octobre est de 60 000 m³/s. Cette variation pose et a posé un problème majeur pour la conception des systèmes d'irrigation.

### Irrigation de bassin versant
Cette technique, qui consiste à détourner le flux de l'eau d'une rivière vers les terres adjacentes, est une des plus rudimentaires qui soient. Elle ne requiert qu'une attention et un investissement minimum, et c'est celle qui a été très importante dans l'histoire de la vallée du Nil en Égypte. Le temps pendant lequel la crue pouvait être utilisée est allongé en adjoignant un barrage primitif (pierres, bois et branchages, boue) pour détourner les eaux vers les terres adjacentes, barrage qui était détruit lors de la crue suivante.

### Barrages etband
Les Achéménides et les Parthes ont développé les systèmes d'irrigation par barrages, et les Sassanides le sophistiquèrent énormément en se servant de pierres taillées et de mortier contenant des pièces de fer. Le plus célèbre des barrages sassanides est celui de Shadorvân, construit par le roi Shapur Ier sur le Karoun avec l'aide de prisonniers capturés lors de sa victoire sur l'empereur romain Valérien en 260 av. J.-C. Le pont Khaju, construit à l'époque de Shah Abbas II et toujours debout à Esfahan sur le Zayandeh rud a une structure similaire, avec des vannes permettant de contrôler le débit de l'eau et fournissant un point de passage permanent sur la rivière.
Cette technique utilisée sur le long terme, diminue la productivité des terres irriguées, car le cours de la rivière dépose des sels minéraux (sel, gypse et carbonate de calcium) qui pénètrent la terre, y précipitent et la rendent trop saline pour être cultivée. Les barrages actuels prévoient des systèmes de drainage plus important afin de remédier à ce problème.
Une autre technologie semblable est le band ou bassin de rétention, qui a été utilisé depuis au moins aussi longtemps que le détournement des rivières et qui a été très important dans l'histoire de l'occupation du plateau iranien.
Le band est une structure de pierre ou de terre construite dans un système d'irrigation afin de retenir l'eau pour que les impuretés et sels se déposent avant de s'en servir pour l'irrigation des terres arables. Cette technique n'est certes plus utilisée intensivement au niveau national mais reste importante dans quelques districts montagneux peuplés de nomades du Balouchistan et dans d'autres districts arides du Khorasan, où ils permettent de cultiver des melons.

### Puits
La date de la première utilisation des puits n'est pas connue. Les archéologues ont découvert qu'ils étaient utilisés à des fins domestiques dans la vallée de l'Indus au IIIe millénaire av. J.-C., et il existe des traces antérieures à cette époque en Mésopotamie. Il est probable qu'ils aient été utilisés afin de récupérer de l'eau souterraine dans le sud-ouest de l'Asie depuis les premiers temps du peuplement de cette région. Sans mécanisation, les puits n'ont que peu d'utilité pour l'irrigation, puisque les efforts déployés pour remonter l'eau ne font qu'augmenter avec la profondeur du puits.
Les techniques traditionnelles pour remonter l'eau sont le shadof, un long bâton avec un panier d'un côté et un contrepoids de l'autre, le gâvchâh, dans laquelle un ou deux animaux remontent le panier à l'aide d'une corde tirée sur le terrain adjacent. Des outres pouvant contenir 10 à 60 litres étaient généralement employées dans ces méthodes. Ce type de puits a été important particulièrement dans le Sud de l'Iran, dans la plaine côtière du golfe Persique au nord de Bandar Abbas et dans la dépression de Jaz Moryan au Balouchistan.

### Qanats

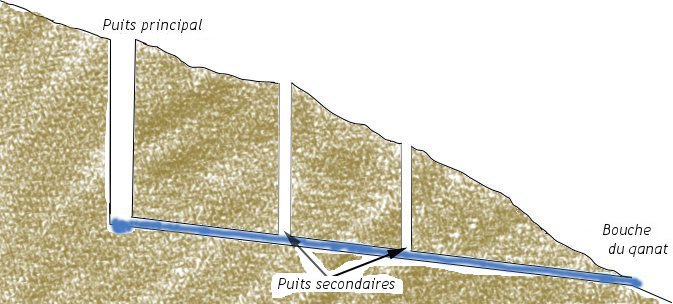
coupe d'un qanat.

C'est peut-être l'avancée technologique la plus importante de toute l'histoire de l'irrigation en Iran. Il serait apparu dans le nord-ouest du plateau iranien vers la fin du Ier millénaire av. J.-C. et a été développé à partir des techniques minières. Le qanat, qui est comparable à un aqueduc souterrain, s'est ensuite répandu sur le plateau iranien et encore plus loin au temps des Achéménides, permettant d'ouvrir de nouvelles zones au peuplement humain. Au contraire des barrages sassanides, demandant de nombreux ouvriers durant des périodes courtes pour la construction et la maintenance, la construction des qanats ne faisait appel qu'à peu des personnes (trois : un qui creuse et étaye la galerie, un qui envoie la terre excavée dans une peau en haut, et un en haut qui vide la peau) sur un temps plus long (le travail ne progresse que de quelques mètres par jour).
Au milieu du XXe siècle, il est estimé qu'environ 50 000 qanats étaient en exploitation en Iran. Le système a l'avantage de résister aux désastres naturels (tremblements de terre, inondations...) et humains (destructions en temps de guerre), et d'être peu sensible aux niveaux de précipitations. Un qanat délivre typiquement un débit de 8 000 m3 par période de 24 heures.

## Distribution de l'eau
L'extraction et la disponibilité de l'eau en surface ne servirait pas s'il n'existait une organisation permettant de rassembler l'eau, de savoir qui l'utilise, quand et pour quels besoins. La quantité d'eau peut être minime dans le cas des puits traditionnels ou d'un qanat dérivant une source peu important et elle peut être très grande dans le cas d'une grande rivière ou d'un barrage important.
Lorsque le débit est peu important, l'eau extraite peut être stockée dans un bassin avant d'être redistribuée dans les terres avoisinantes par un système d'irrigation des cultures. Les  pertes dues aux fuites et à l'évaporation le long du système peuvent aller jusqu'à 50 %. Pour cette raison, les terres les plus proches de la source d'eau ont le plus de valeur, parce que l'eau y est de meilleure qualité et qu'elles peuvent être cultivées plusieurs années de suite.
La répartition de l'eau se fait sur la base du temps, en fonction de la durée pendant laquelle une parcelle particulière est cultivée. Les attributions tiennent compte des saisons et de l'évaporation afin de répartir le plus équitablement possible les pertes entre tous les cultivateurs.
Lorsque la quantité d'eau disponible était très importante et les mesures relativement fines, un personnage officiel connu sous le nom de mirâb (c.à.c amir-e âb, le « commandant de l'eau ») était nommé afin de superviser le système. Ce personnage pouvait aussi être connu sous le nom d'âbyâr.
D'après la loi islamique, l'eau ne peut pas être achetée ni vendue. Cependant, les canaux et autres moyens de distribution peuvent être sujets à des transactions commerciales. Les tarifs dépendent énormément du débit, du type de système, du sol, de la culture dominante et d'autres aspects économiques et sociaux. La loi islamique fournit le cadre général dans lequel ces transactions peuvent avoir lieu, et les pratiques locales apportent des règles et pratiques supplémentaires. En règle générale, quand deux communautés ou plus partagent la même source, la communauté la plus en amont a priorité sur la communauté en aval. Un exemple en est fourni par le système de redistribution de l'eau du Zayandeh rud dans le bassin d'Esfahan.

## Irrigation et société
Les différentes situations qui se sont développées à partir des différentes solutions imaginées pour satisfaire les besoins en irrigation des terres demandent toutes un certain degré de coopération entre les agriculteurs. La coopération est en effet nécessaire afin de réunir tout l'investissement et la main d'œuvre nécessaire à la construction et à la maintenance du système. La structure des relations sociales varie avec le temps, et cette variation affecte la coopération nécessaire à l'entretien des systèmes d'irrigation.
Il apparaît que la colonisation du plateau iranien n'a pas seulement dépendu de la construction des qanats mais aussi de la stabilité économique et sociale qui rend possible la coopération durant plusieurs générations. Le fait que les Achéménides aient été les premiers à fournir cette sécurité permet de valider l'hypothèse qu'ils aient été responsables de l'aspect que revêt la répartition des foyers de peuplement en Iran.
En plus du rôle de l'irrigation dans l'histoire iranienne, sa trace peut être vue dans la morphologie des zones occupées par l'homme et ressentie dans la littérature et dans l'art.
Le peuplement des foyers urbains ressemble à une grille irrégulière, qui correspond aux canaux anciens permettant de délivrer l'eau. De plus, les zones rassemblant l'élite était plutôt en amont, car la qualité de l'eau et sa disponibilité y étaient meilleures (cf. ci-dessus).
Les vergers étaient situés en amont, et sont reliés à la tradition du jardin persan, qui crée dans chaque village, en contraste complet avec le milieu aride qui l'entoure, un environnement verdoyant qui est symboliquement lié, dans la tradition poétique de l'Iran, au concept de paradis.